# دورسهایم
دورسهایم (به آلمانی: Dorsheim) یک شهر در آلمان است که در باد کرویتسناخ واقع شده‌است. دورسهایم ۶۷۷ نفر جمعیت دارد.